# Liste der Bodendenkmäler in Steinberg am See
Auf dieser Seite sind die Bodendenkmäler in der Oberpfälzer Gemeinde Steinberg am See zusammengestellt. Diese Tabelle ist eine Teilliste der Liste der Bodendenkmäler in Bayern. Grundlage ist die Bayerische Denkmalliste, die auf Basis des Bayerischen Denkmalschutzgesetzes vom 1. Oktober 1973 erstmals erstellt wurde und seither durch das Bayerische Landesamt für Denkmalpflege geführt wird. Die folgenden Angaben ersetzen nicht die rechtsverbindliche Auskunft der Denkmalschutzbehörde.

## Bodendenkmäler der Gemeinde Steinberg am See

### Bodendenkmäler in der Gemarkung Oder
| Lage            | Objekt                                                          | Akten-Nr.     | Bild |
| --------------- | --------------------------------------------------------------- | ------------- | ---- |
| Oder (Standort) | Spätpaläolithische Freilandstation, vorgeschichtliche Siedlung. | D-3-6738-0080 |      |
| Oder (Standort) | Spätpaläolithische Freilandstation.                             | D-3-6738-0081 |      |
| Oder (Standort) | Spätpaläolithische Freilandstation, mittelalterliche Wüstung.   | D-3-6738-0128 |      |

### Bodendenkmäler in der Gemarkung Steinberg
| Lage                 | Objekt | Akten-Nr.     | Bild |
| -------------------- | --- | ------------- | ---- |
| Steinberg (Standort) | Mesolithische Freilandstation. | D-3-6739-0062 |      |
| Steinberg (Standort) | Archäologische Befunde des Mittelalters und der frühen Neuzeit im Bereich der Katholischen Nebenkirche St. Wendelin in Steinberg am See, darunter die Spuren von Vorgängerbauten bzw. älteren Bauphasen. Siehe auch: St. Wendelin (Steinberg am See) | D-3-6739-0154 |      |
| Steinberg (Standort) | Archäologische Befunde des Mittelalters und der frühen Neuzeit im Bereich des ehemaligen Hofmarkschlosses in Steinberg am See, darunter die Spuren von Vorgängerbauten bzw. älteren Bauphasen.                                                       | D-3-6739-0155 |      |

## Anmerkung
1. ↑  Diese Liste entspricht möglicherweise nicht dem aktuellen Stand der offiziellen Denkmalliste. Letztere ist sowohl über die unter Weblinks angegebene Verknüpfung als PDF im Internet einsehbar als auch im Bayerischen Denkmal-Atlas kartographisch dargestellt. Auch diese Darstellungen geben, obwohl sie durch das Bayerische Landesamt für Denkmalpflege täglich aktualisiert werden, nicht immer und überall den aktuellen Stand wieder. Daher garantiert das Vorhandensein oder Fehlen eines Objekts in dieser Liste oder im Bayerischen Denkmal-Atlas nicht, dass es gegenwärtig ein eingetragenes Denkmal ist oder nicht.

Außerdem ist die Bayerische Denkmalliste ein nachrichtliches Verzeichnis. Die Denkmaleigenschaft – und damit der gesetzliche Schutz – wird in Art. 1 des Bayerischen Denkmalschutzgesetzes (BayDSchG) definiert und hängt nicht von der Kartierung im Denkmalatlas und der Eintragung in die Bayerische Denkmalliste ab. Auch Objekte, die nicht in der Bayerischen Denkmalliste verzeichnet sind, können Denkmalschutz genießen, wenn sie die Kriterien nach Art. 1 BayDSchG erfüllen. Bei allen Vorhaben ist daher eine frühzeitige Beteiligung des Bayerischen Landesamtes für Denkmalpflege nach Art. 6 BayDSchG notwendig.